# Niurdor-Kotja
Niurdor-Kotja (ros. Нюрдор-Котья) – wieś (sieło) w Rosji, w Udmurcji, w rejonie wawoskim. W 2010 liczyła 1055 mieszkańców.